# The Remixes (White Lies)
The Remixes is een ep van de Engelse indierockband White Lies. De ep kwam uit op 17 april 2010 vanwege Record Store Day en is gelimiteerd tot 500 uitgaven.
De ep bevat geremixte nummers van hun debuutalbum To Lose My Life... uit 2009. 
De albumhoes van The Remixes is identiek aan die voor To Lose My Life... alleen met meer zilveren kleuren in plaats van zwart. The Remixes sluit het hoofdstuk over To Lose My Life... af en de band zal zich vanaf deze release bezig gaan houden met het komende tweede album.

## Nummers
Alle muziek en teksten zijn geschreven door White Lies. 
| 1.                 | Nothing to Give (M83-remix)                                    | 6:23 |
| 2.                 | Farewell to the Fairground (Rory Phillips "White Horse"-remix) | 4:54 |
| 3.                 | Death (Chase & Status-remix)                                   | 4:53 |
| 4.                 | A Place to Hide (Autre Monde-remix)                            | 6:22 |
| 5.                 | Unfinished Business (Jorge Elbrecht of Violens-remix)          | 4:14 |
| Totale duur: 26:07 |                                                                |      |